# Súdovce
Súdovce – słowacka wieś i gmina (obec) w powiecie Krupina w kraju bańskobystrzyckim.

## Historia
Pierwsze wzmianki o wsi pochodzą z 1244 roku.

## Geografia
Centrum wsi leży na wysokości 164 m n.p.m. Gmina zajmuje powierzchnię 9,774 km². Mieszka tam około 221 osób.